# Oosteinde (Teylingen)
Oosteinde is een buurt in de gemeente Teylingen in de Nederlandse provincie Zuid-Holland. De buurt ligt tussen Sassenheim  en Warmond ten zuiden van de A44. In 2015 telde de buurt 310 inwoners.
Dorpen: Sassenheim · Voorhout · Warmond

Buurtschappen: Klinkenberg · Oosteinde · Teijlingen

Zuid-Holland: Steden en dorpen    Nederland: Provincies · Gemeenten